# Баранов, Павел Дмитриевич
Павел Дмитриевич Баранов (16 мая 1999, Сельцо, Брянская область, Россия) — российский футболист, выступает на позиции защитника.

## Клубная карьера
Является воспитанником брянского «Динамо». 28 октября 2017 года в составе «Динамо» в домашнем матче против липецкого «Металлурга» забил свой первый гол в профессиональной карьере. В июне 2021 года перебрался в нижнекамский «Нефтехимик». В июне 2022 года перешёл в «Велес». Зимой 2023 года перешёл в боснийский клуб «Слога» из города Добой.